# Bill Disney
Pour les articles homonymes, voir Disney.
Bill Dale Disney, né le 3 avril 1932 à Topeka et mort le 22 avril 2009, est un patineur de vitesse américain. Il a obtenu la médaille d'argent du 500 mètres aux Jeux olympiques d'hiver de 1960. Il a également été porte-drapeau de la délégation américaine aux Jeux olympiques d'hiver de 1960. Il a également été porte-drapeau de la délégation américaine aux Jeux olympiques d'hiver de 1964.
Son frère Jack Disney, membre du United States Bicycling Hall of Fame, est un cycliste sur piste qui a participé à trois Jeux olympiques.